# FDJ Nouvelle-Aquitaine Futuroscope/2022
Deze pagina geeft een overzicht van de vrouwenwielerploeg FDJ Nouvelle-Aquitaine Futuroscope in 2022.

## Algemeen
Algemeen manager: Stephen Delcourt
Ploegleiders: Cédric Barre, Nicolas Maire, Flavien Soenen
Fietsmerk: Lapierre

## Rensters

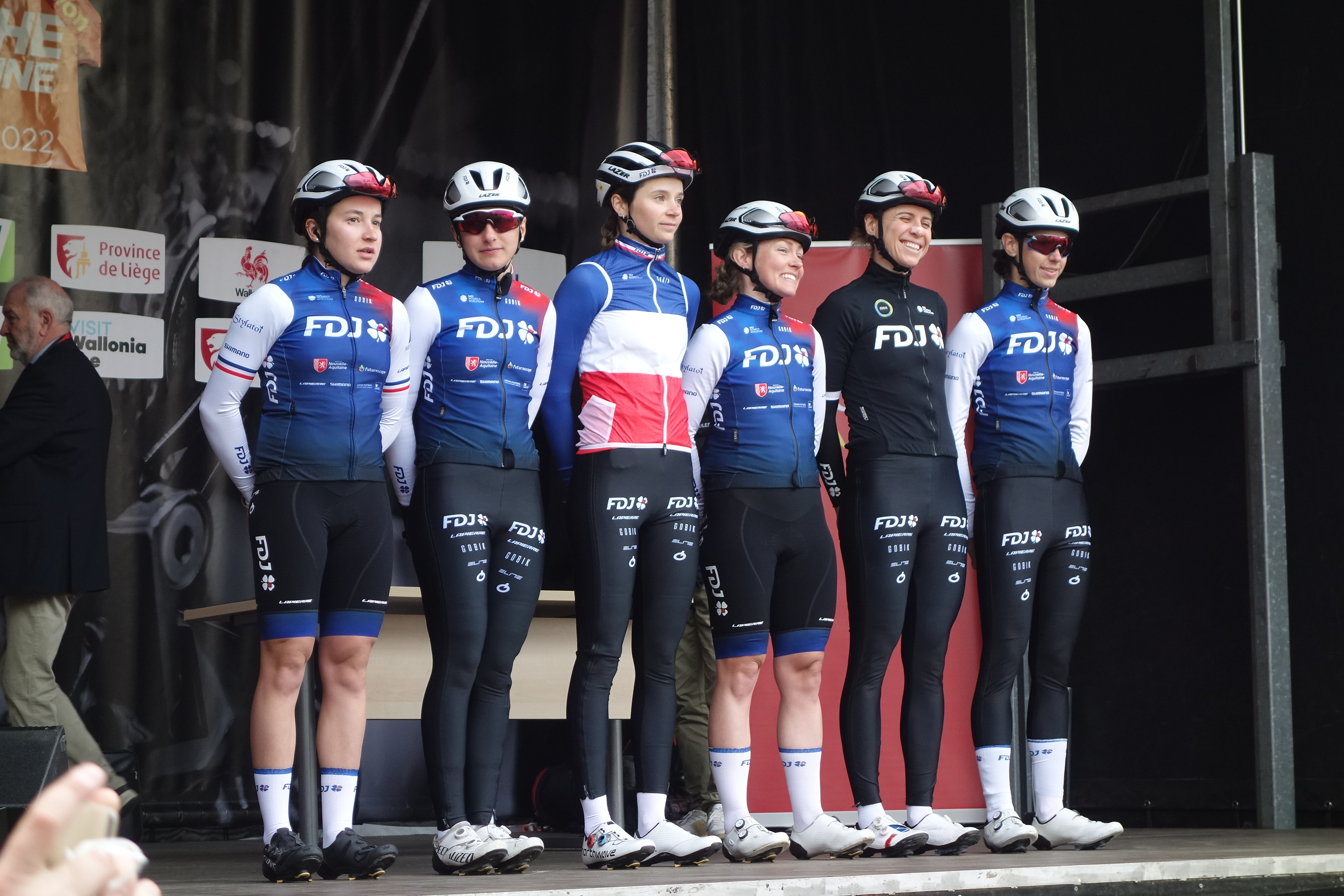
De ploeg in de Waalse Pijl 2022.

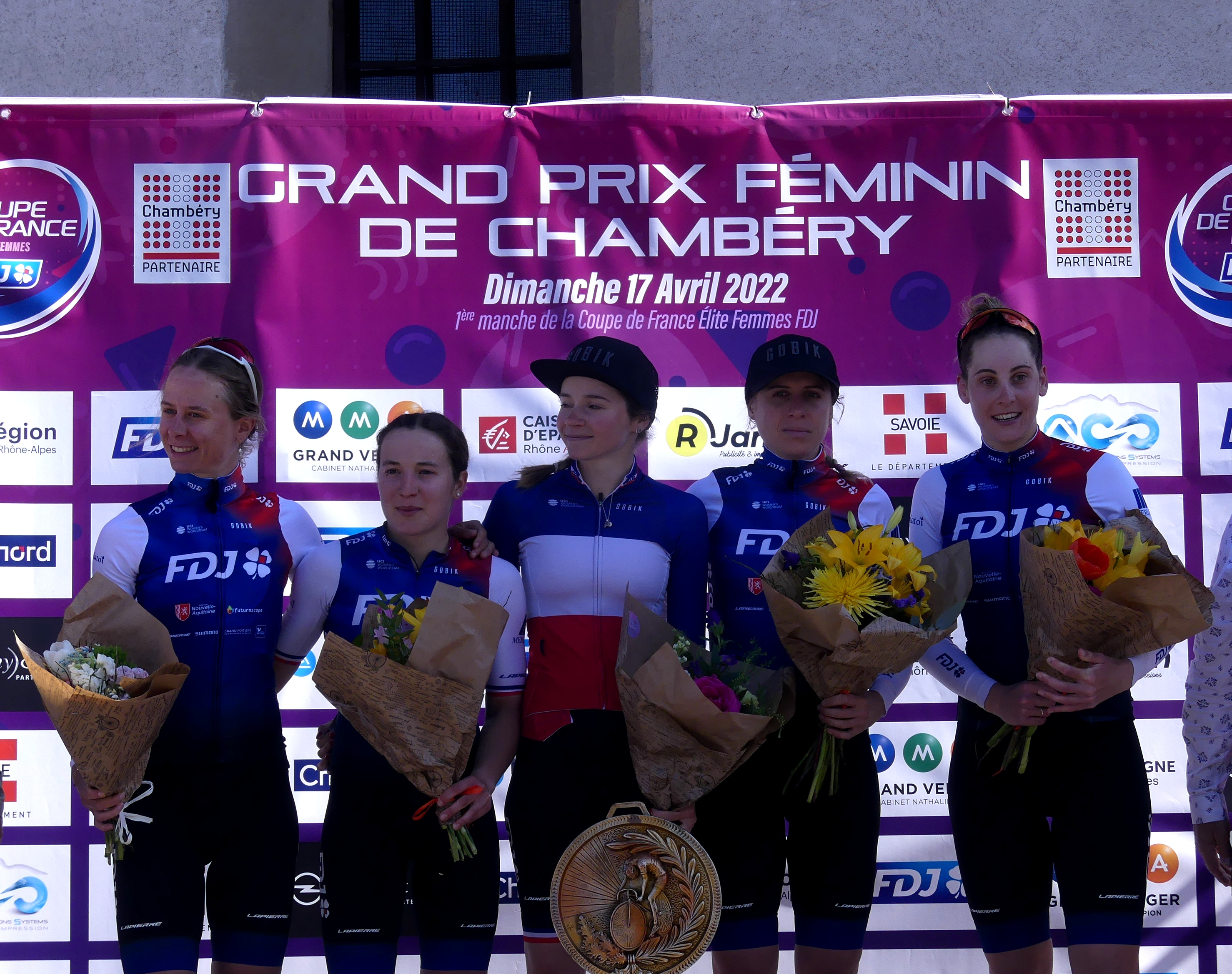
De ploeg in de Grand Prix de Chambéry.

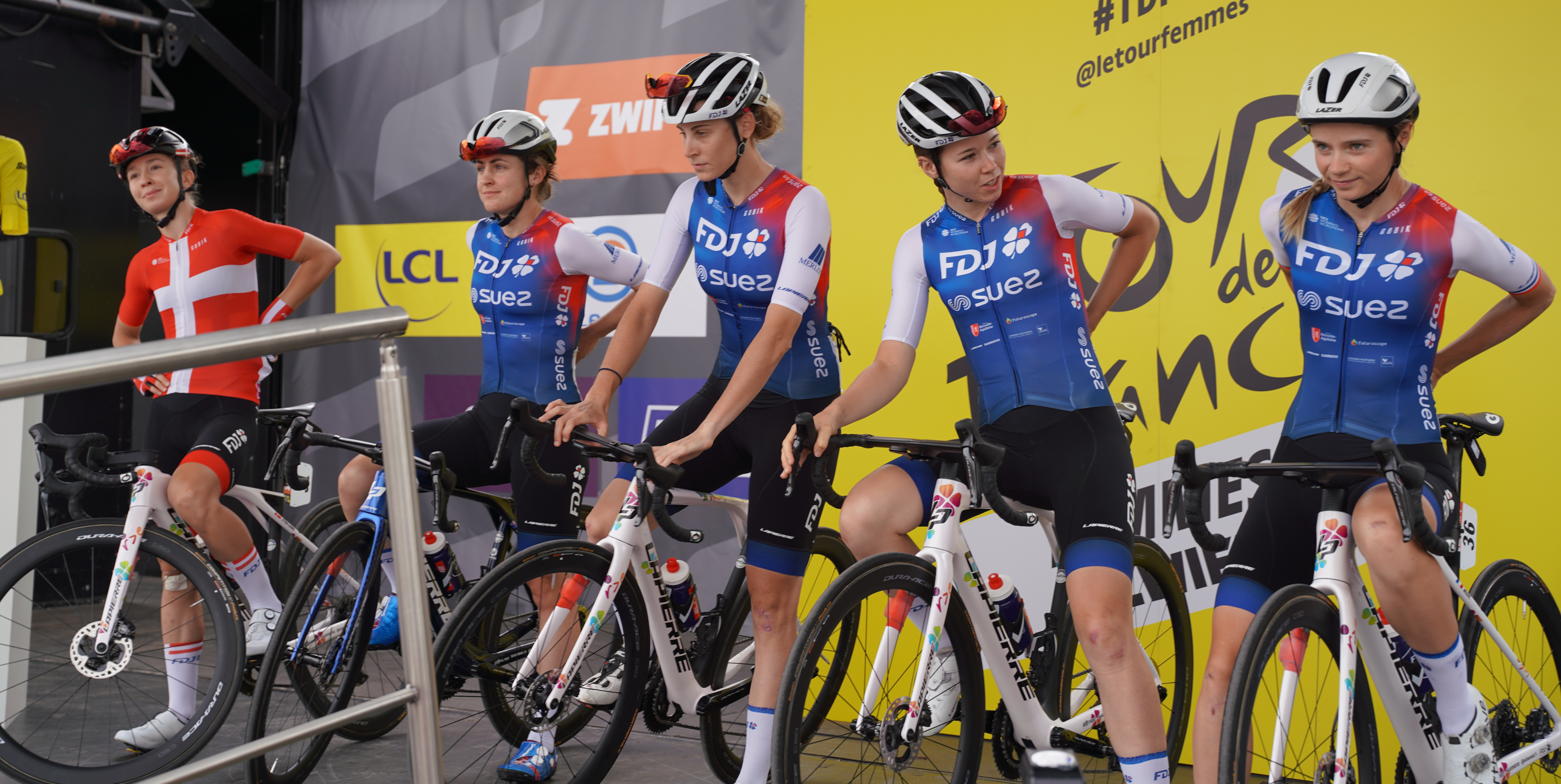
De ploeg in de Tour de France Femmes.

| Naam                  | Geboortedatum | Nationaliteit | Ploeg 2021              |
| --------------------- | ------------- | ------------- | ----------------------- |
| Stine Borgli          | 04-07-1990    | Noorwegen     |                         |
| Grace Brown           | 07-07-1992    | Australië     | Team BikeExchange       |
| Marta Cavalli         | 18-03-1998    | Italië        |                         |
| Brodie Chapman        | 09-04-1991    | Australië     |                         |
| Clara Copponi         | 12-01-1999    | Frankrijk     |                         |
| Eugénie Duval         | 03-05-1993    | Frankrijk     |                         |
| Emilia Fahlin         | 24-10-1988    | Zweden        |                         |
| Maëlle Grossetête     | 10-04-1998    | Frankrijk     |                         |
| Vittoria Guazzini     | 26-12-2000    | Italië        | Valcar-Travel & Service |
| Victorie Guilman      | 25-03-1996    | Frankrijk     |                         |
| Marie Le Net          | 25-01-2000    | Frankrijk     |                         |
| Cecilie Uttrup Ludwig | 23-08-1995    | Denemarken    |                         |
| Évita Muzic           | 26-05-1999    | Frankrijk     |                         |
| Jade Wiel             | 02-04-2000    | Frankrijk     |                         |

### Vertrokken
| Naam           | Geboortedatum | Nationaliteit | Ploeg 2022 |
| -------------- | ------------- | ------------- | ---------- |
| Lauren Kitchen | 21-11-1990    | Australië     | Gestopt    |

## Overwinningen
| Gemenebestspelen 2022 Individuele tijdrit: Grace Brown Nationale kampioenschappen wielrennen Australië - tijdrit: Grace Brown Denemarken - wegwedstrijd: Cecilie Uttrup Ludwig Amstel Gold Race Marta Cavalli Grand Prix de Chambéry Brodie Chapman Waalse Pijl Marta Cavalli Ronde van Bretagne Eindklassement: Vittoria Guazzini Bergklassement: Vittoria Guazzini Jongerenklassement: Vittoria Guazzini Ploegenklassement: *1) | Ronde van Burgos Jongerenklassement: Évita Muzic Alpes Grésivaudan Classic Évita Muzic* The Women's Tour 1e etappe: Clara Copponi 4e etappe: Grace Brown Mont Ventoux Dénivelé Challenge Marta Cavalli Ronde van Italië Ploegenklassement: *2) Tour de France Femmes 3e etappe: Cecilie Uttrup Ludwig Ronde van Scandinavië 5e etappe: Cecilie Uttrup Ludwig Eindklassement: Cecilie Uttrup Ludwig | La Périgord Ladies Grace Brown La Picto-Charentaise Marie Le Net Ceratizit Challenge 3e etappe: Grace Brown GP Fourmies Clara Copponi |

* als lid van het nationaal team
*1) ploeg Ronde van Bretagne: Fahlin, Grossetête, Guazzini, Guilman, Le Net, Wiel
*2) ploeg Ronde van Italië: Cavalli, Chapman, Copponi, Fahlin, Ludwig, Muzic
BikeExchange Jayco · Canyon-SRAM · DSM · EF Education-TIBCO-SVB · FDJ Nouvelle-Aquitaine Futuroscope · Human Powered Health · Jumbo-Visma · Liv Racing Xstra  · Movistar · Roland Cogeas Edelweiss Squad · SD Worx · Trek-Segafredo · UAE Team ADQ · Uno-X